# Żagwiak drobnopory

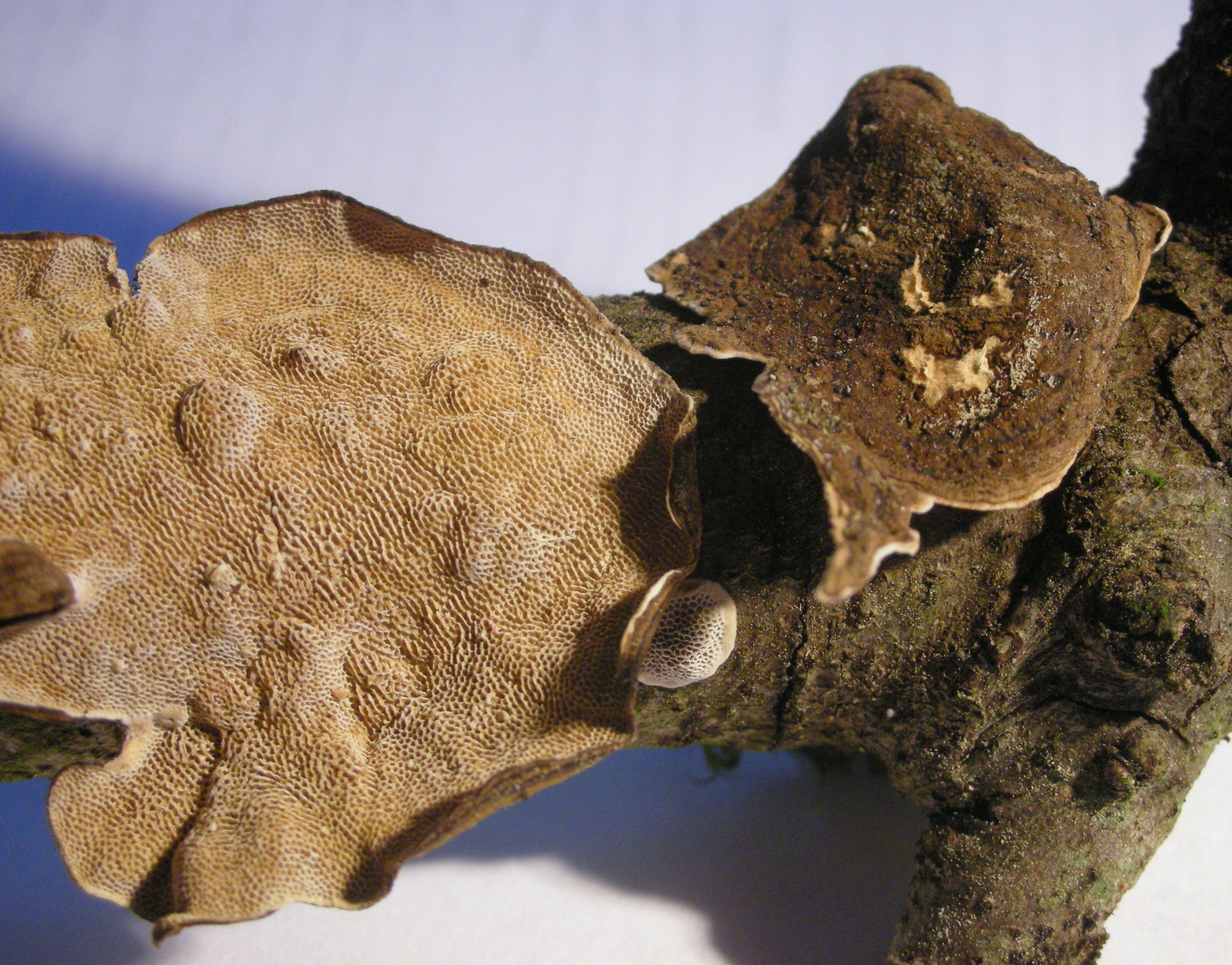

Żagwiak drobnopory, jamczatka drobnopora (Podofomes stereoides (Fr.) Gorjón) – gatunek grzybów z rzędu żagwiowców (Polyporales).

## Systematyka i nazewnictwo
Pozycja w klasyfikacji według Index Fungorum: Podofomes, Polyporaceae, Polyporales, Incertae sedis, Agaricomycetes, Agaricomycotina, Basidiomycota, Fungi.
Gatunek ten opisał w 1874 roku Elias Fries, nadając mu nazwę Polyporus stereoides. Obecną, uznaną przez Index Fungorum nazwę nadał mu Sergio Pére Gorjón w 2020 r.
Ma 22 synonimy. Niektóre z nich:
- Antrodia stereoides (Fr.) Bondartsev & Singer 1941
- Cerioporus stereoides (Fr.) Zmitr. & Kovalenko 2016
- Coriolellus planellus (Murrill) Zmitr. & Malysheva 2013
- Datronia epilobii (P. Karst.) Donk, 1966
- Datronia stereoides (Fr.) Ryvarden, 1967[2].

Stanisław Domański w 1965 r. nadał mu polską nazwę jamczatka stereopodobna, Władysław Wojewoda w 2003 r. zaproponował nazwę jamczatka drobnopora. Nazwy te stały się niespójne z nazwą naukową, gdy gatunek przeniesiono do rodzaju Cerioporus (żagwiak). Komisja ds. Polskiego Nazewnictwa Grzybów przy Polskim Towarzystwie Mykologicznym w 2021 r. zarekomendowała polską nazwę żagwiak drobnopory. Bardzo szybko stała się niespójna z nową nazwą naukową opublikowaną przez Index Fungorum.

## Morfologia
Owocnik
Jednoroczny grzyb poliporoidalny, rozpostarty z odgiętym brzegiem lub rozpostarto-odgięty, tworzący kapelusiki o szerokości do 1 cm, owalny, wydłużony. Górna powierzchnia odgiętych kapelusików brązowa, zwykle bezstrefowa, kutnerowata. Powierzchnia porów blado różowo-płowożółta. Pory okrągłe do sześciokątnych, regularne, w liczbie 4–5 na mm, grube, całe, wyglądające na ziarniste pod soczewką 30 x. Kontekst cienki, dwuwarstwowy, do 2 mm grubości. Jego dolna część jasnobrązowa, jędrna, włóknista, oddzielona od ciemnej górnej części cienką czarną warstwą. Warstwa rurek o grubości do 1 mm, jednowarstwowa i zrośnięta z kontekstem.
Cechy mikroskopowe
System strzępkowy trimityczny. Strzępki generatywne w kontekście cienkościenne, hialinowe, ze sprzążkami, o średnicy 2–2,5 µm. Strzępki szkieletowe w kontekście grubościenne, bezprzegrodowe, o średnicy 2–4 µm, sporadycznie rozgałęzione, te w niższym kontekście blado zielonkawo-brązowe w KOH, te w ciemnej górnej warstwie ciemnobrązowe w KOH. Strzępki łącznikowe w kontekście grubościenne., bez przegród, w KOH szkliste do jasnozielonkawo brązowych, z częstymi rozgałęzieniami, o średnicy 2–3,5 µm. Strzępki tramy podobne do tych w niższym kontekście. Dendrohyfidy bardzo rozgałęzione i powykrzywiane, obfite na brzegach, o średnicy 1,5–2 µm. Cystyd brak. Cystydiole wrzecionowate, nie rzucające się w oczy, dość rzadkie, nie wystające nad hymenium, 20–25 × 5–6 µm. Podstawki maczugowate z wąską podstawą, 4–sterygmowe, 25–40 × 7–8,5 µm, ze sprzążką bazalną. Bazydiospory cylindryczne, szkliste. Gładkie, nieamyloidalne, 8–12 × 3,5–4,5 µm.

## Występowanie i siedlisko
Gatunek rzadki, ale szeroko rozpowszechniony. Podano jego stanowiska w kontynentalnej części Europy od Przylądka Północnego po południowe Włochy. Nieznany jest w Wielkiej Brytanii i Danii. Podano jego stanowiska także w Azji i Ameryce Północnej. W tropikach występuje kilka blisko spokrewnionych gatunków. W. Wojewoda w 2003 r. przytacza 4 jego stanowiska w Polsce. Znajduje się na Czerwonej liście roślin i grzybów Polski. Ma status E – gatunek zagrożony wymarciem, którego przeżycie jest mało prawdopodobne, jeśli nadal będą działać czynniki zagrożenia. Znajduje się na listach gatunków zagrożonych także w Niemczech, Finlandii i Słowacji.
Nadrzewny grzyb saprotroficzny. Występuje w lasach na martwym drewnie drzew liściastych. W Polsce notowany na drewnie buka i lipy, w innych krajach także na drewnie brzozy, topoli i wierzby, podano także na drewnie świerka. Powoduje białą zgniliznę drewna.